# المنظمة الوطنية الملايوية المتحدة
المنظمة الوطنية الماليزية المتحدة (بالملايوية: Pertubuhan Kebangsaan Melayu Bersatu)‏ ويُعرف اختصارا باسم أمنو هو أكبر حزب سياسي في ماليزيا، وقد سيطر على سياسات البلاد من الاستقلال وحتى هزيمة نجيب عبد الرزاق في الانتخابات العامة الماليزية في مايو 2018. حتى ذلك الحين، كان جميع رؤساء وزراء ماليزيا أعضاء في حزب أمنو، إلى أن تقلد مهاتير محمد المنصب سنة 2018 ليكون أول رئيس وزراء من تحالف الأمل. بعد استقالة مهاتير في عام 2020، عاد الحزب بعد ذلك إلى الحكومة بتسعة مناصب وزارية في حُكومة محيي الدين ياسين.